# Bundesstiftung zur Aufarbeitung der SED-Diktatur
Die Bundesstiftung zur Aufarbeitung der SED-Diktatur (Bundesstiftung Aufarbeitung) ist eine bundesunmittelbare Stiftung des öffentlichen Rechts mit Sitz in Berlin. Ihre Aufgabe ist die Aufarbeitung der SED-Diktatur. Vorstandsvorsitzender ist Rainer Eppelmann.

## Geschichte
Die Stiftung wurde aufgrund der Empfehlungen der beiden Enquête-Kommissionen „Aufarbeitung von Geschichte und Folgen der SED-Diktatur in Deutschland“ von 1992 und 1995 am 5. Juni 1998 gegründet. Sie berät und fördert Projekte, Archive, Verbände, Wissenschaftler und Bildungseinrichtungen. Weiterhin unterstützt sie die Beratung und Betreuung von Opfern der SED-Diktatur und gibt eigene Publikationen heraus.

## Organisation
Das höchste Organ der Bundesstiftung ist der auf fünf Jahre gewählte Stiftungsrat, dem 26 Vertreter aus den Fraktionen des Bundestages, der Bundesregierung und dem Land Berlin sowie Persönlichkeiten angehören, die sich in der Aufarbeitung besonders engagieren. Vorsitzender des Stiftungsrats ist Markus Meckel. Darüber hinaus gibt es einen ehrenamtlich arbeitenden Vorstand, der vom Stiftungsrat gewählt wird und dessen Vorsitzender der DDR-Bürgerrechtler Rainer Eppelmann ist. Der Vorstand verantwortet die Entscheidungen für die konkrete Stiftungsarbeit. Dem ersten Stiftungsvorstand gehörten Rainer Eppelmann, Bernd Faulenbach, Uwe-Bernd Lühr, Ehrhart Neubert und Gerd Poppe an. Seit 2021 sind Rainer Eppelmann, Ralph Jessen, Anna Kaminsky, Christine Lieberknecht und Waltraud Schreiber Mitglieder des 5. Stiftungsvorstands.
Unterstützt wird die Stiftung durch Fachbeiräte, in denen Persönlichkeiten aus der gesellschaftlichen Aufarbeitung, der Archivlandschaft und der Wissenschaft vertreten sind. Die Stiftung untersteht der Rechtsaufsicht der Beauftragten der Bundesregierung für Kultur und Medien.
Die Schaltstelle der Stiftungsarbeit ist die Geschäftsstelle, die im Auftrag des Vorstands arbeitet und seit 2001 von Anna Kaminsky geleitet wird.

## Auftrag
Die Bundesstiftung zur Aufarbeitung der SED-Diktatur hat den gesetzlichen Auftrag, die umfassende Aufarbeitung der Ursachen, Geschichte und Folgen der Diktatur in SBZ und DDR zu befördern, die gesamtdeutsche Erinnerungskultur dahin gehend auszugestalten, den Prozess der deutschen Einheit zu begleiten und an der Aufarbeitung von Diktaturen im internationalen Maßstab mitzuwirken. Erklärtes Ziel der Bundesstiftung ist es, gemeinsam mit anderen Institutionen und Partnern eine gesamtgesellschaftliche Auseinandersetzung mit den kommunistischen Diktaturen in Deutschland und Europa anzuregen. Die Bundesstiftung will diese Auseinandersetzung unterstützen, um das öffentliche Bewusstsein über die kommunistischen Diktaturen in der SBZ/DDR und in Ostmitteleuropa zu befördern und deren Überwindung in den zumeist friedlichen Revolutionen des Jahres 1989 als herausragende Ereignisse in der Demokratiegeschichte zu verankern, und so dazu beitragen, die Folgen der deutschen und europäischen Teilung zu überwinden.

## Arbeitsfelder
Die Stiftung will Projekte in Gedenkstätten, Bürgerinitiativen, unabhängigen Archiven, bei den Opferverbänden, bei Ländern und Kommunen, der Wissenschaft und der politischen Bildung, in Schulen und anderen gesellschaftlichen Gruppen anregen und inhaltlich wie auch finanziell unterstützen. Darüber hinaus erarbeitet die Bundesstiftung Informationen und Publikationen. Mit Podiumsdiskussionen, Workshops und Tagungen, Zeitzeugengesprächen, Kolloquien und Weiterbildungen sollen Debatten gefördert und Denkanstöße gegeben werden, die die Aufarbeitungsprozesse durch Wissenstransfer, Kommunikation und Beratung voranbringen.
Seit 1998 hat die Bundesstiftung über 3600 Projekte der historisch-politischen Bildungsarbeit, Archiv- und Dokumentationsprojekte, Ausstellungen, Dokumentarfilme sowie Publikationen und Vorhaben der Verbände der Opfer der SED-Diktatur unterstützt. In ihren Stipendiaten-Programmen hat die Bundesstiftung Aufarbeitung seit 2001 über 130 junge Forscher gefördert. Das Jahrbuch für Historische Kommunismusforschung wird seit 2004 von der Stiftung herausgegeben. 
Die Bundesstiftung verfügt über eine Bibliothek und ein Archiv mit Dokumentationsstelle, die Bücher, Dokumente und andere Materialien vornehmlich zu den Schwerpunkten Opposition und Widerstand in SBZ und DDR sowie politische Verfolgung und Repression zugänglich machen. Der Öffentlichkeit steht ein Lesesaal zur Verfügung. Darüber hinaus übernimmt der Archivbereich der Bundesstiftung Aufarbeitung Beratungsaufgaben, insbesondere für die Archive der DDR-Opposition. Die Pressestelle stellt für Journalisten Informationen in ihrem zweimonatlich erscheinenden Historischen Kalenderdienst bereit.
Seit 2008 veranstaltet die Stiftung die Geschichtsmesse in Suhl.

## Finanzierung
Die Bundesstiftung zur Aufarbeitung der SED-Diktatur hat als Stiftungskapital aus dem SED-Vermögen 75 Millionen Euro erhalten. Insgesamt verfügt die Stiftung über ein Vermögen von etwa 77 Millionen Euro. Der Haushalt der Bundesstiftung wird aus den Zinserträgen des Vermögens sowie einem jährlichen Zuschuss aus dem Haushalt des Beauftragten der Bundesregierung für Kultur und Medien finanziert.

## Kontroverse
2009 wurde von der Stiftung das Stipendienprogramm Aufbruch 1989 ausgeschrieben, an dem insgesamt 17 kirchliche, arbeitgebernahe, gewerkschaftliche sowie parteinahe Stiftungen beteiligt waren, zu denen auch die der Partei Die Linke nahestehende Rosa-Luxemburg-Stiftung gehörte. Die Zusammenarbeit mit der Rosa-Luxemburg-Stiftung stieß auf Ablehnung durch Hubertus Knabe, Mitglied des Fachbeirates Wissenschaft, wurde jedoch mehrheitlich von den Stiftungsgremien gutgeheißen. Nach Bekanntwerden dieser Meinungsverschiedenheit bezeichneten unter anderem prominente Bürgerrechtler und Historiker in einem offenen Brief diese Zusammenarbeit als Verstoß gegen den gesetzlichen Auftrag der Stiftung und forderten diese dazu auf, die Kooperation mit der Rosa-Luxemburg-Stiftung umgehend aufzukündigen. 
Zu den Unterzeichnern gehörten Bürgerrechtler und Verfolgte der SED-Diktatur wie Bärbel Bohley und Werner Schulz sowie Schriftsteller wie Lutz Rathenow, Joachim Walther, Ralph Giordano und Erich Loest. Sie wurden von Persönlichkeiten wie Lea Rosh oder Michael Wolffsohn unterstützt.
Der DDR-Forscher Ilko-Sascha Kowalczuk warf der Bundesstiftung Aufarbeitung 2016 in einem Artikel der Wochenzeitung Der Freitag eine Monopolisierung der DDR- und Kommunismusforschung vor, die „von einem kleinen Kreis nichtakademischer Geschichtspolitiker und ihren professoralen Parteifreunden“ betrieben werde. Er forderte eine freie, von den Aufarbeitungsinstitutionen entkoppelte, wissenschaftliche Kommunismusforschung, da der volkspädagogische Auftrag der Aufarbeitung „grandios gescheitert“ sei.